# تقريب محوراني

الخطأ المتعلق بالتقريب المحورانى, في هذه الصورة تقريب دالة جيب التمام

في علم البصريات الهندسية، يستخدم التقريب المِحورانيّ أو التقريب الموازٍ للمحور أو التقريب المجاور للمحور في بصريات غاوس وتعقب شعاع الضوء خلال نظام بصري (مثل العدسة).
- الشعاع المحوراني هو الشعاع الذي يصنع زاوية صغيرة مع المحور البصري للنظام، ويقع بالقرب من المحور خلال النظام .
- بصفة عامة، هذا يسمح لثلاثة تقريبات هامة (θ بالتقدير الدائرى ) لحساب مسار الشعاع :

{\displaystyle \sin \theta \approx \theta ,\quad \tan \theta \approx \theta \quad {\text{and}}\quad \cos \theta \approx 1.}
- يستخدم التقريب المحورانى في بصريات غاوس و تعقب الشعاع المرفوع لأس واحد .
- تحليل مصفوفة نقل شعاع هي أحد الطرق التي تستخدم هذا التقريب .
- في بعض الحالات، فإن التقريب المرفوع لأس {\displaystyle 2} يسمى (محورانى ) .
- تقريبات دالة الجيب والمماس التي بالأعلى لا تتغير بالتقريب المحورانى المرفوع لأس {\displaystyle 2} (لأن الحد الثاني في متسلسلة تايلور يساوى {\displaystyle 0})، بينما يتغير تقريب دالة جيب التمام المرفوعة لأس {\displaystyle 2} كالتالى :

{\displaystyle \cos \theta \approx 1-{\theta ^{2} \over 2}\ .}
- التقريب المرفوع لأس {\displaystyle 2} يكون دقيق خلال {\displaystyle 0.5\%} للزوايا التي تكون تحت {\displaystyle 10} درجات، لكن عدم دقته ترتفع بشكل ملحوظ مع الزوايا الكبيرة .
- بالنسبة للزوايا الكبيرة، فإنه ضرورى أن نميز بين الأشعة المتقاطعة مع المحور , والتي تقع في مستوى يحتوى على المحور البصرى , والأشعة السهمية التي لا تقع في مستوى يحتوى على المحور البصرى .

## روابط خارجية
- Paraxial Approximation and the Mirror by David Schurig, The Wolfram Demonstrations Project [الإنجليزية].